# Komponententheorie
Die Komponententheorie ist eine vom Musikwissenschaftler Peter Petersen entwickelte Rhythmustheorie.

## Grundlagen
Die Komponententheorie beschränkt den Begriff der Dauer nicht mehr auf den Einzelton bzw. -klang, sondern nimmt die Dauern zwischen sämtlichen vom Komponisten gesetzten Klangphänomenen („Komponenten“) in den Blick, um die Rhythmik einer Komposition adäquat zu erfassen. Als Komponenten, denen rhythmusbildendes Potential zuerkannt wird, führt Petersen an: Klang, Tonhöhe, Diastematik, Artikulation, Dynamik, Klangfarbe, Harmonik, Textur, Phrase, Sprache. Die von den Komponenten abgeleiteten Rhythmen werden als „Komponentenrhythmen“ bezeichnet. Diese „sekundären“ Rhythmen gehen nicht unmittelbar aus dem Notentext hervor, sondern müssen analytisch ermittelt werden. Ihr Zusammenwirken macht die Rhythmik einer Komposition aus.
Das konventionelle Verständnis von Rhythmus als einer Folge von Tondauern wird durch die Komponententheorie aufgehoben, weil immer auch andere Dauern neben den Tondauern zu berücksichtigen sind. Während zuvor die rhythmusgenerierende Funktion einzelner Parameter nur punktuell betrachtet wurde (z. B. Jan LaRues „harmonischer Rhythmus“),  leistet erst die Komponententheorie eine systematische Betrachtung dieser Aspekte und präsentiert sich so als eine „vollumfängliche Theorie der Zeitverhältnisse in Tonsätzen, die potentiell alle Klangsignale als dauer- und somit rhythmusgenerierend anerkennt“ (S. 7). Dabei stellt sie ein differenziertes Instrumentarium für die rhythmische Feinanalyse zur Verfügung.
Auch die Sicht auf das Metrum wandelt sich durch die Komponententheorie. Die in traditioneller Musik vorgeschriebenen Taktarten, die für die Koordination von Stimmen und Spielern notwendig sind, dienen nicht als Ausgangspunkt der komponententheoretisch fundierten Analyse, das rhythmische Gefüge wird vielmehr unabhängig von ihnen ermittelt. So lassen sich Aufschlüsse über das wechselvolle rhythmische Geschehen innerhalb metrischer Einheiten gewinnen, und Metrum wird als Ergebnis der kompositorischen Gestaltung durch den Komponisten beschreibbar.

## Einführungsbeispiele
Mit einfachen Beispielen führt Petersen in der Einleitung seines Buchs das Komponentendenken ein (NB 1, s. S. 7f.):
 NB 1
Die übliche Sichtweise, a, b und c als Melodien mit „gleichem Rhythmus“ zu werten, beschränkt den Blick auf die unmittelbar notierten Dauern, d. h. auf die Komponente „Klang“. Berücksichtigt man darüber hinaus die Komponente „Tonhöhe“, erfasst also die Dauern zwischen den Tonhöhenwechseln, so ergeben sich für b und c zusätzliche („sekundäre“) Rhythmen, die gleichermaßen kompositorisch intendiert sind und die Zeitverhältnisse der Komposition mitbestimmen (NB 2):
 NB 2
Die Analyse des konstruierten Beispiels wird noch erweitert um die Komponentenrhythmen „Phrase“ sowie „Diastematik“ (Kamm- und Kieltöne, d. h. obere und untere Richtungswechseltöne mit zeitgliedernder Relevanz) (NB 3).
 NB 3
In dieser analytischen Betrachtung wird unmittelbar ersichtlich, dass die drei Melodien a, b und c nicht als rhythmisch gleich anzusehen sind. Es sind sekundäre Dauern wirksam, die nicht direkt aus dem Notentext ablesbar, für das rhythmische Gefüge aber dennoch bedeutsam sind.

## Rhythmuspartitur und Rhythmusprofil
Wie bereits in den einfachen Beispielen oben zu erkennen ist, werden die Komponentenrhythmen analytisch isoliert und in separaten Zeilen dargestellt, so dass eine „Rhythmuspartitur“ (S. 9) entsteht (als Grundlage dient eine „Umschrift“ des originalen Notenbildes, bei der Balken und Taktstriche weggelassen sind). In einem nächsten Schritt werden die Komponentenrhythmen zusammengeführt: Die Rhythmuspartitur führt durch Akkumulation der Komponentenrhythmen zum „Rhythmusprofil“: „In der Zeile ‚Profil‘ wird die Summe aus allen Komponentenrhythmen gezogen“ (S. 9). Das Verfahren wird am Beispiel der Hauptstimme im zweiten Satz von Haydns Sinfonie mit dem Paukenschlag eingeführt (NB 4, s. S. 9).
NB 4
Das Rhythmusprofil beruht in diesem Fall auf folgenden Komponentenrhythmen:
- Die Zeile „Klang“ der Rhythmuspartitur lässt sich als einzige direkt aus der Notation ablesen. Längere Töne werden stärker berücksichtigt als kürzere (die Gewichtung orientiert sich in der Regel am kürzesten Notenwert), so dass es zu einer Aufschichtung von Notenköpfen kommt. Dauern werden dabei als Zeitabstände zwischen Toneinsätzen verstanden. Entsprechend werden auch Pausen dem Wert der real erklingenden Note zugeschlagen (s. S. 20).
- Die Komponente „Tonhöhe“ unterscheidet sich von den Toneinsätzen dort, wo Repetitionen vorliegen. Der Wert des repetierten Tons wird dem Ton zugeschlagen, der die Tonhöhe einführt.
- Die Komponente „Diastematik“ erfasst die Richtungswechseltöne und damit die Rhythmen, die durch Kamm- und Kieltöne gebildet werden (vgl. S. 25: „jeder Wechsel der Intervallrichtung hat Ereignischarakter“).
- Die Komponente „Artikulation“ erfasst im vorliegenden Beispiel die Legatobögen.
- Die Komponente „Phrase“ unterscheidet die Länge der (Teil-)Phrasen und gewichtet sie entsprechend.
- Das „Profil“ summiert die Klangereignisse pro Zeitpunkt. Bei hoher Ereignisdichte schlägt es aus, bei niedriger bleibt es flach.

Wie zu erkennen ist, zeigt das Rhythmusprofil im vorliegenden Beispiel den 2/4-Takt als metrische Einheit an, ohne dass die üblichen Taktbetonungen eingerechnet wurden. Vor allem aber tritt der unterschiedliche Aufbau der beiden Phrasen hervor: 3+5 Viertel im Vordersatz, 4+4 Viertel im Nachsatz (NB 4). Dabei bleibt das Beispiel auf die Einstimmigkeit beschränkt. Bei Berücksichtigung der Komponenten, die speziell in der Mehrstimmigkeit zum Tragen kommen (insbesondere Harmonik und Textur), könnte sich das Bild noch ändern.

## Rhythmisches Gewicht
Die Höhe der aus Notenköpfen bestehenden Säulen („Terztürme“ oder -„säulen“) des Rhythmusprofils ergibt sich unmittelbar aus der Anzahl der im gegebenen Moment wirksamen Komponenten in ihrer jeweiligen Gewichtung (wobei durch Terzschichtung bzw. Stapelung von Notenköpfen in der Visualisierung der Komponentenrhythmen bereits dem geltenden Grundsatz Rechnung getragen wird, dass langen Dauern ein größeres Gewicht beizumessen ist als kürzeren). Je höher also die Terztürme, desto größer das „rhythmische Gewicht“ (S. 9) des jeweiligen Moments. Das Rhythmusprofil bildet das Zusammenwirken der miteinander koordinierten Komponentenrhythmen ab, es erfasst die Rhythmik eines musikalischen Zusammenhangs, verstanden als „Gewebe aus Komponentenrhythmen“ (S. 20). Die wechselnden rhythmischen Gewichte bringen die Metrik eines Musikstücks zur Anschauung, die sich als nicht starr und gesetzmäßig, sondern rhythmusabhängig erweist.

## Berücksichtigung des historischen Kontextes
Die Komponenten, die analytische Geltung beanspruchen, sowie die Kriterien ihrer Gewichtung werden von Petersen ausführlich und an zahlreichen Musikbeispielen verschiedenster Epochen diskutiert (bes. S. 20–63). Wieweit eine Komponente im jeweils zu analysierenden Tonsatz von rhythmischer Relevanz ist und welche Gewichtswerte ihr zuzuordnen sind, ist nicht vollständig formalisierbar, sondern bleibt Gegenstand permanenter, historisch fundierter Reflexion. So konstatiert Petersen: „Generell gilt, dass einer Rhythmusanalyse stets die vollständige Kompositionsanalyse vorauszugehen hat“ (S. 73). Dazu gehört die Berücksichtigung musikgeschichtlicher Regelwerke und Stile.

## Einstimmigkeit und Mehrstimmigkeit
Als eine zentrale Aussage der Komponententheorie ist festzuhalten, dass „schon einstimmige Melodien eine je charakteristische ‚Rhythmik‘ und nicht nur einen ‚Rhythmus‘“ besitzen (S. 20). Die differenzierten Rhythmusprofile, die sich aus der komponentenrhythmischen Analyse einstimmiger Tonsätze ergeben und das Zusammenwirken der Komponentenrhythmen abbilden, lassen dies anschaulich werden. Eine prägnante Gegenüberstellung von ein- und mehrstimmigem Tonsatz, mit wenigen Takten Abstand innerhalb einer Komposition erklingend, liefert Petersens Analyse zweier Abschnitte aus Prélude à l’après-midi d’un faune von Debussy (NB 5).
 NB 5
Erst wird die Melodie von der Flöte allein vorgetragen (T. 1–4), dann treten Stimmen des Orchesters hinzu (T. 11–14). Der vergleichende Blick auf die mittels Komponentenanalyse erstellten Profile lässt erkennen, dass die Profile zunächst fast gleich sind: Die Begleitung verstärkt die rhythmischen Gewichte der Flötenstimme. In den nachfolgenden Takten verändert sie aber die Gewichtsverteilung. Bemerkenswert ist insbesondere die starke rhythmische Gewichtung des e2 der Flöte in T. 13, wodurch sich die Phrasenenden deutlich unterscheiden (vgl. T. 3–4 und T. 13–14). Mit dem Verfahren der rhythmischen Feinanalyse, das die Komponententheorie bereitstellt, werden – wie das Beispiel ahnen lässt – Sachverhalte greif- und objektivierbar, die sich sonst nur schwer benennen ließen.
 NB 6
Als weiteres Beispiel für ein Rhythmusprofil eines mehrstimmigen Satzes sei hier der Beginn der Klaviersonate C-Dur KV 545 von Mozart herausgegriffen, s. NB 6 (s. S. 276, dort auch mit Herleitung aus den Komponentenrhythmen). Das Rhythmusprofil zeigt die konkrete Ausgestaltung des 4/4-Taktes in ihrer variablen Setzung der rhythmischen Gewichte: Die größten Gewichte (= Terzsäulen) sind zu Beginn halbtaktig gesetzt, ab T. 5 ganztaktig, gegen Ende dann in dichterer Folge. Metrum konstituiert sich hier in einer variablen rhythmischen Gestaltung.

## Rhythmus und Metrum
Dass Petersens Methode der komponentenbasierten Rhythmusanalyse grundsätzlich unabhängig von Taktgesetzen und Taktgrenzen erfolgt (Taktangaben dienen nur der Orientierung), führt zu neuen Einblicken in das Verhältnis von Rhythmik und Metrik. Die metrischen Gegebenheiten werden aus anderer Perspektive analysiert. Dabei wird deutlich, dass das Metrum als „Gegenstand der kompositorischen Gestaltung“ und nicht bloß als „Norm bzw. Konvention“ (S. 11) zu werten ist, dass es also nicht (oder nicht nur) Prämisse, sondern Resultat rhythmischer Formung ist. Entsprechend hält Petersen fest, „dass die metrische Qualität eines Tonsatzes durch Analyse der Rhythmik ermittelt werden kann“ (S. 82).

### Gesamtdarstellung
- Peter Petersen: Musik und Rhythmus. Grundlagen, Geschichte, Analyse, Mainz u. a.: Schott 2010. Englische, erweiterte Ausgabe: Peter Petersen, Music and Rhythm. Fundamentals – History – Analysis, revised and expanded version of the original German edition, translated by Ernest Bernhardt-Kabisch, Frankfurt am Main u. a.: Lang 2013.

### Aufsätze von Peter Petersen zum Thema Rhythmus bzw. Komponententheorie
- Rhythmische Komplexität in der Musik J. S. Bachs, in: Studien zur Systematischen Musikwissenschaft (= HJbMw 9). Laaber 1986, S. 223–246.
- Rhythmik und Metrik in Bartóks Sonate für zwei Klaviere und Schlagzeug und die Kritik des jungen Stockhausen an Bartók, in: Musiktheorie 9, 1994, H. 1, S. 39–48.
- Rhythmische Komplexität in der Instrumentalmusik von Johannes Brahms, in: Johannes Brahms. Quellen – Text – Rezeption – Interpretation. Internationaler Brahms-Kongreß Hamburg 1997, Hg. F. Krummacher / M. Struck / C. Floros / P. Petersen, München: Henle 1999, S. 143–158.
- Die »Rhythmuspartitur«. Über eine neue Methode zur rhythmisch-metrischen Analyse pulsgebundener Musik, in: 50 Jahre Musikwissenschaftliches Institut in Hamburg. Bestandsaufnahme – aktuelle Forschung – Ausblick (= HJbMw 16), Hg. P. Petersen / H. Rösing, Frankfurt am Main: Lang 1999, S. 83–110.
- Der komponierte Tanzschritt. Rhythmusanalyse gemäß der Komponententheorie und ihre Relevanz für die Körpergestik im Tanz, in: Die Beziehung von Musik und Choreographie im Ballett. Bericht vom Internationalen Symposium an der Hochschule für Musik und Theater Leipzig 23.–25. März 2006, Hg. Michael Malkiewicz / Jörg Rothkamm (= Documenta choreologica. Studienbibliothek zur Geschichte der Tanzkunst, Hg. Tanzarchiv Leipzig), Berlin: Vorwerk 8 2007, S. 35–55.
- Nochmals zum Tanz-Quodlibet im ersten Akt-Finale des Don Giovanni, in: AfMw 65, 2008, H. 1, S. 1–30.
- „Jede zeitliche Folge von Tönen, Klängen, musikalischen Gestalten“ hat Rhythmus. Über die Rhythmik in Ligetis Cembalostück Continuum, Internetveröffentlichung auf der Homepage http://www.saitenspiel.org (2009).
- Primäre und sekundäre Dauern in der Musik. Über einige Grundzüge der „Komponententheorie“, in: ZGMTH 8/3 (2011), Hildesheim: Olms 2013, S. 489–503; online: http://www.gmth.de/zeitschrift/artikel/667.aspx
- „Imbroglio“ – Über rhythmisch-metrische Verwirrspiele in vier Arien von Johann Sebastian Bach, in: AfMw 73, 2016, H. 2, S. 137–158.
- Zur Rhythmik in den Messen Josquins (und Bauldeweyns). Isometrische Phrasenwiederholungen und ihr Verhältnis zur mensuralen Ordnung, in: Musikkulturgeschichte heute. Historische Musikwissenschaft an der Universität Hamburg (= HJbMw 16), Hg. F. Geiger, Frankfurt am Main: Lang 2009, S. 9–29.
- Was ist musikalischer Rhythmus? Neue Antworten auf eine alte Frage, in: Just in Tone and Time. Assoziationen an Manfred Stahnke – eine Festschrift, Hg. Benjamin Helmer / Georg Hajdu, Neumünster: Bockel 2017, S. 73–86.
- Die Siegfried-Synkope. Musikalische Aspekte der Heldenfigur im Ring Richard Wagners, in: Wagner-Spektrum 2020/1.

### Rezensionen
- Julian Caskel, in: Musikforschung, 65, 1/2012, S. 44f.
- Stefan Drees, in: Magazin klassik.com 4. Okt. 2011 (www.klassik.com)
- Jürgen Oberschmidt, in: Die Tonkunst 6, 2/2012, S. 250–252
- Peter Schnaus, in: üben & musizieren, 4/2011, S. 56

### Diskussion der Komponententheorie in der Sekundärliteratur (Auswahl)
- Patrick Boenke: Was ist ‚rhythmisch‘ in der Musik? Peter Petersens und Carl Schachters Überlegungen zu einer Rhythmustheorie, in: Rhythmik und Metrik (Grundlagen der Musik, Bd. 6), hrsg. von Gesine Schröder, Laaber 2016, S. 41–54.
- Sven Hiemke: Zur Bedeutung des Akzentstufentaktes in der Rhythmusanalyse nach Petersen, in: Komposition als Kommunikation. Zur Musik des 20. Jahrhunderts (Hamburger Jahrbuch für Musikwissenschaft, Bd. 17), hrsg. von Constantin Floros, Friedrich Geiger und Thomas Schäfer, Frankfurt am Main 2000, S. 403–414.
- Martin Pfleiderer, Rhythmus. Psychologische, theoretische und stilanalytische Aspekte populärer Musik, Bielefeld 2006, S. 134–136.  Siehe RHYTHMUSTHEORIEN auf der Homepage der Hochschule für Musik FRANZ LISZT Weimar
- Tobias Werner: Rhythmische Aspekte in Klaviersonaten Mozarts aus Sicht der Komponententheorie, Masterarbeit, HfMT Hamburg 2017.